# Битва у Гариси
Битва у Гариси произошла в 1556 или в 1558 году, между армией царства Картли и войском Сефевидов у деревни Гариси (ныне Тетри-Цкаро). Сражение окончилось пирровой победой грузинского войска.

## Предыстория
Является следствием заключенного между Сефевидами и Османской империей в 1555 году мира в Амасье. Грузия была разделена между двумя державами: Западная Грузия (Имеретия, Мегрелия и Гурия) переходили в сферу влияния Турции, а её восточные области (Месхия, Картли и Кахетия) попали под власть Сефевидского государства. В Тбилиси был установлен персидский гарнизон.

## Битва
Луарсаб I, правитель независимого царства Картли, отказался признать условия соглашения и хотел вернуть Тбилиси. Так начался четвертый поход против персидской экспансии в период правления Луарсаба I. Посланная Шахом Тахмаспом I армия кызылбашей, под командованием Шахверди-хана — беглербега Гянджи и Карабаха, вступает в Картли в 1556 или 1558 году. Луарсаб I и его сын Симон I Великий столкнулись с захватчиками у Гариси. В тяжелом бою грузинам удалось победить персидскую армию, но Луарсаб I в этом бою был смертельно ранен.

Тогда встретился с царем Шаверди-хан и у царя были сломаны сабля и копье в битве, толкнул [царь] конём Шаверди-хана и переехал через него. И погнавшись за другим, провалился у него конь в трещину и упал конь вместе с царем на землю. Подскочил персиянин именем Зирак и вонзил меч в царя сильно. А воины царя истребили кизылбашей полностью и не ведая об этом, возвратился царевич Свимон с победой и добычей, и увидев царя в таком состоянии, опечалился сильно.— Вахушти Багратиони. История царства Грузинского. — Тбилиси, 1976.